# Class 66

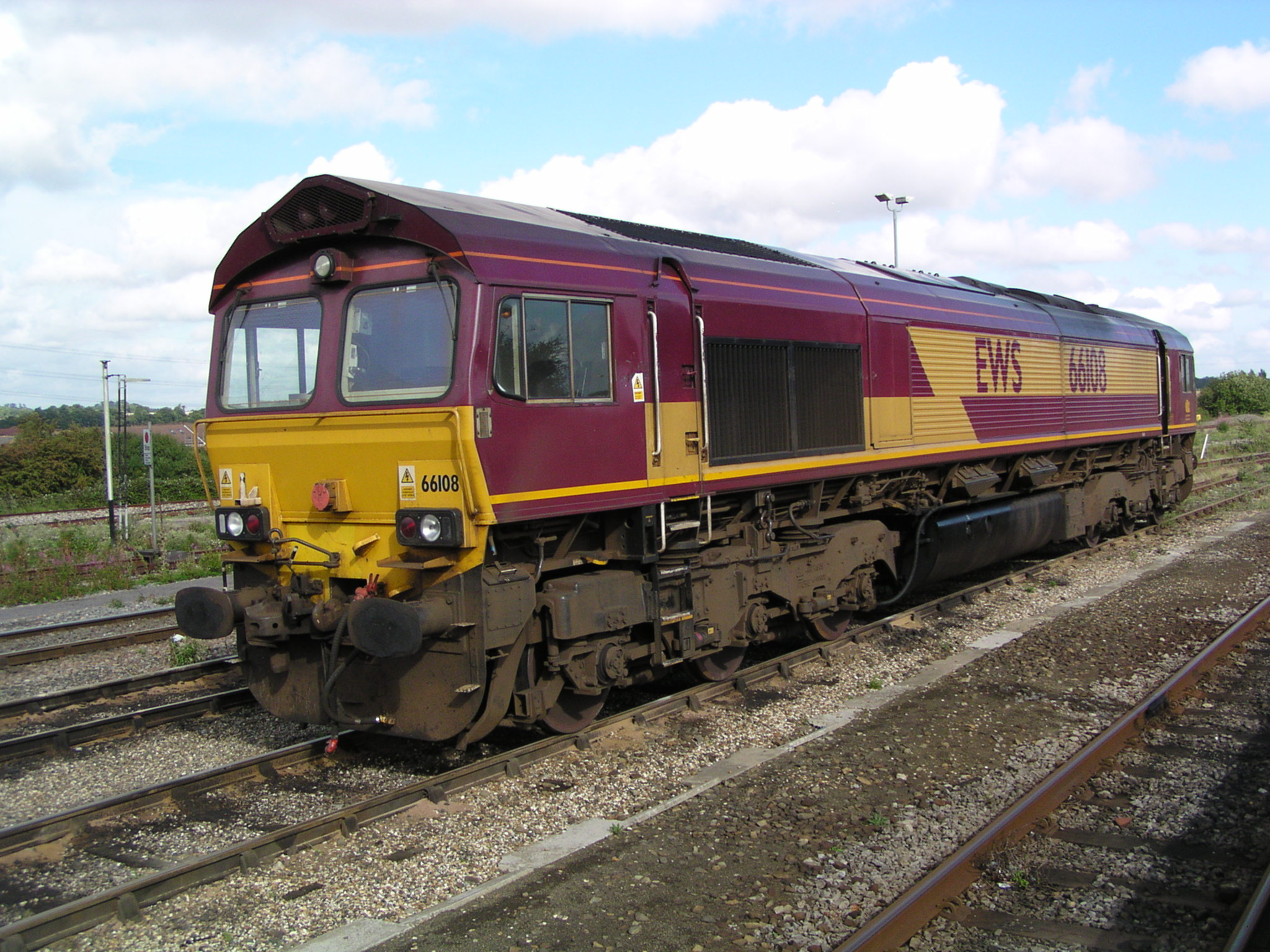
EWS Class 66

A Class 66 az amerikai EMD gyár nagy teljesítményű, Co'Co' tengelyelrendezésű dízel-villamos mozdonya.

## Üzemeltetők
A mozdonyt több országban több vasúttársaság is használja:
- Nagy-Britannia, (EWS, Freightliner, FirstGBRf, Direct Rail Services)
- Svédország, (CargoNet, TÅGAB)
- Norvégia, (CargoNet)
- Belgium (DLC (Dillen & Le Jeune Cargo), Trainsport)
- Luxembourg
- Németország - Railion
- Dánia
- Hollandia, (ERS Railways, Rail4Chem Benelux, ACTS, Railion, DLC és HGK)
- Lengyelország (Freightliner PL)
- Románia[1]
- Franciaország (temporary certificate until 2007–03)